# Берг, Кристап Янович
Кристап Янович Берг (латыш. Kristaps Bergs, русифицированная форма имени — Христофор Иванович Берг, фамилия при рождении — Калныньш (латыш. Kalniņš); 12 марта 1843, Яунберзская волость — 6 марта 1907, Рига) — русский и латышский общественный деятель, предприниматель.

## Биография
Родился 12 марта 1843 года в Яунберзской волости, в семье латышского крестьянина Яниса Калныньша и его жены, немки Анлизе Штельмахере.
Учился в местной церковно-приходской школе, окончив ее в 1856 году. Был подмастерьем у елгавского и рижского купечества.
В 1864 году начал самостоятельный бизнес. С 1876 году начал строительство домов в Риге, построил «базар Берга».
Член Рижской думы, один из основателей и представителей Рижского латышского общества, активный сотрудник театральной комиссии.
Сочинил одноактную пьесу «То и то» (1873), участвовал в спектаклях. Оказывал финансовую поддержку социально-значимым мероприятиям.
Умер 6 марта 1907 года, похоронен на Большом кладбище в Риге.

## Семья
- Жена — Шарлотта Мартыновна Балоде (в замужестве — Берг)
  - Сын — Арвед Христофорович Берг (1875 — 1941) — латвийский политический деятель, юрист, издатель, предприниматель первой независимой Латвии.
  - Дочь — Ливия Христофоровна Берг (в замужестве — Менгеле; 1877 — 1966)
  - Сын — Эдгар Христофорович Берг (1878 — 1968)
  - Дочь — Валия Христофоровна Берг (в замужестве — Алберта; 1879 — 1943)